# Course aux points féminine aux Jeux olympiques d'été de 2004
Navigation
Sydney 2000 Pékin 2008
La course aux points féminine est l'une des douze compétitions de cyclisme sur piste aux Jeux olympiques de 2004. Elle consistait en 100 tours de piste (25 kilomètres). 10 sprints étaient disputés donnant respectivement 5, 3, 2 et 1 points aux quatre premiers. Les cyclistes qui prenaient un tour au peloton gagnaient 20 points alors que ceux qui étaient perdaient un tour sur le peloton perdaient 20 points.
Cette course a eu lieu le 25 août 2004.

## Médaillées
| Or              | Argent         | Bronze            |
| Olga Slyusareva | Belem Guerrero | María Luisa Calle |

## Résultats
Médaillée de bronze de la course sur route des Jeux olympiques de 2004, la sprinteuse russe Olga Slyusareva, a pu remporter trois des dix sprints et s'est placée dans quatre autres sprints pour obtenir le total de 20 points et devenir championne olympique. Le peloton a été capable de réagir à chaque échappée si bien qu'aucune coureuse n'a gagné 20 points pour avoir repris le peloton. La Mexicaine Belem Guerrero, avec 14 points, a remporté la médaille d'argent, suivie de près par María Luisa Calle. Calle a par la suite été déclassée pour test positif à un stimulant interdit, l'heptaminol. Erin Mirabella a, alors, récupéré la médaille de bronze. Cette décision a été par la suite annulée en appel, car il a été prouvé que Calle n'avait pas pris d'heptaminol, mais un médicament contre les maux de tête, appelé Neosaldina, qui contenait une substance qui s'est transformée en heptaminol pendant les études en laboratoire. Le CIO ordonna à Mirabella de rendre la médaille et le diplôme pour la troisième place à Calle.
Pendant cette course, trois cyclistes ont perdu des points après avoir perdu un tour face au peloton.

### Course (25 août)
| Rang | Athlète                | Pays               | Temps   |
| ---- | ---------------------- | ------------------ | ------- |
| 1    | Olga Slyusareva        | Russie             | 20 pts  |
| 2    | Belem Guerrero         | Mexique            | 14 pts  |
| 3    | María Luisa Calle      | Colombie           | 12 pts  |
| 4    | Erin Mirabella         | États-Unis         | 9 pts   |
| 5    | Vera Carrara           | Italie             | 8 pts   |
| 6    | Sarah Ulmer            | Nouvelle-Zélande   | 8 pts   |
| 7    | Gema Pascual           | Espagne            | 7 pts   |
| 8    | Katherine Bates        | Australie          | 7 pts   |
| 9    | Katrin Meinke          | Allemagne          | 5 pts   |
| 10   | Yoanka González        | Cuba               | 5 pts   |
| 11   | Adrie Visser           | Pays-Bas           | 5 pts   |
| 12   | Emma Davies            | Grande-Bretagne    | 4 pts   |
| 13   | Sonia Huguet           | France             | 2 pts   |
| 14   | Meifang Li             | Chine              | 1 pts   |
| 15   | Lada Kozlíková         | République tchèque | 0 pt    |
| 16   | Kyriaki Konstantinidou | Grèce              | -18 pts |
| 17   | Kim Yong-Mi            | Corée du Sud       | -19 pts |
| 18   | Lyudmyla Vypyraylo     | Ukraine            | -20 pts |
|      | Santia Tri Kusuma      | Indonésie          | abandon |

## Sources
- (en) Cet article est partiellement ou en totalité issu de l’article de Wikipédia en anglais intitulé « Cycling at the 2004 Summer Olympics – Women's points race » (voir la liste des auteurs).